# Гран-Буртрульд
Гран-Буртрульд (фр. Grand Bourgtheroulde) — коммуна на севере Франции, регион Нормандия, департамент Эр, округ Берне, центр кантона Гран-Буртрульд. Расположен в 29 км к юго-западу от Руана и в 44 км к северо-западу от Эврё, в 9 км от автомагистрали А13 "Нормандия". В 3,5 км к северо-востоку от центра коммуны находится железнодорожная станция Буртрульд-Тюэ-Эбер линии Серкиньи-Уасель.
Коммуна образована 1 января 2016 года путём слияния трех коммун: Буртрульд-Энфревиль, Боск-Бенар-Комен и Тюэ-Эбер.
Население (2018) — 3 876 человек.

## Достопримечательности
- Церковь Сен-Лоран XIV-XVI веков
- Старинная голубятня

## Экономика
Структура занятости населения:
- сельское хозяйство — 1,5 %
- промышленность — 14,3 %
- строительство — 6,9 %
- торговля, транспорт и сфера услуг — 43,4 %
- государственные и муниципальные службы — 33,9 %

Уровень безработицы (2017) — 9,5 % (Франция в целом — 13,4 %, департамент Эр — 13,4 %). 

Среднегодовой доход на 1 человека, евро (2018) — 23 440 (Франция в целом — 21 730, департамент Эр — 21 700).

## Администрация
Пост мэра Гран-Буртрульда с 2017 года занимает Венсан Мартен (Vincent Martin). На муниципальных выборах 2020 года возглавляемый им список был единственным.
| Период | Период | Фамилия       | Партия                                       | Примечания                                                                |
| ------ | ------ | ------------- | -------------------------------------------- | ------------------------------------------------------------------------- |
| 2016   | 2017   | Брюно Кетель  | Радикальная левая партия Вперёд, Республика! | адвокат, член Совета департамента, депутат Национального собрания Франции |
| 2017   |        | Венсан Мартен |                                              |                                                                           |

## Галерея

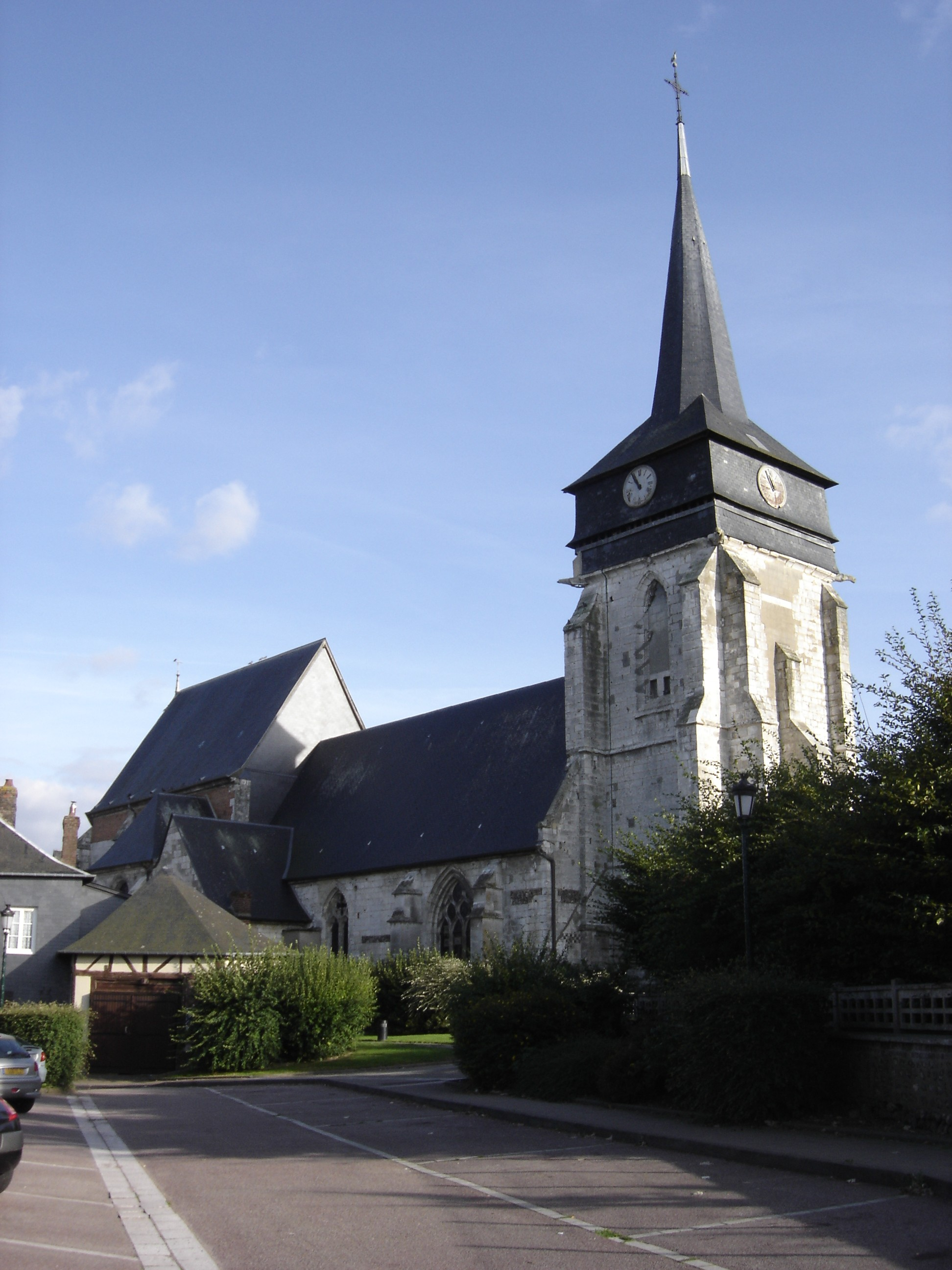
Церковь Сен-Лоран
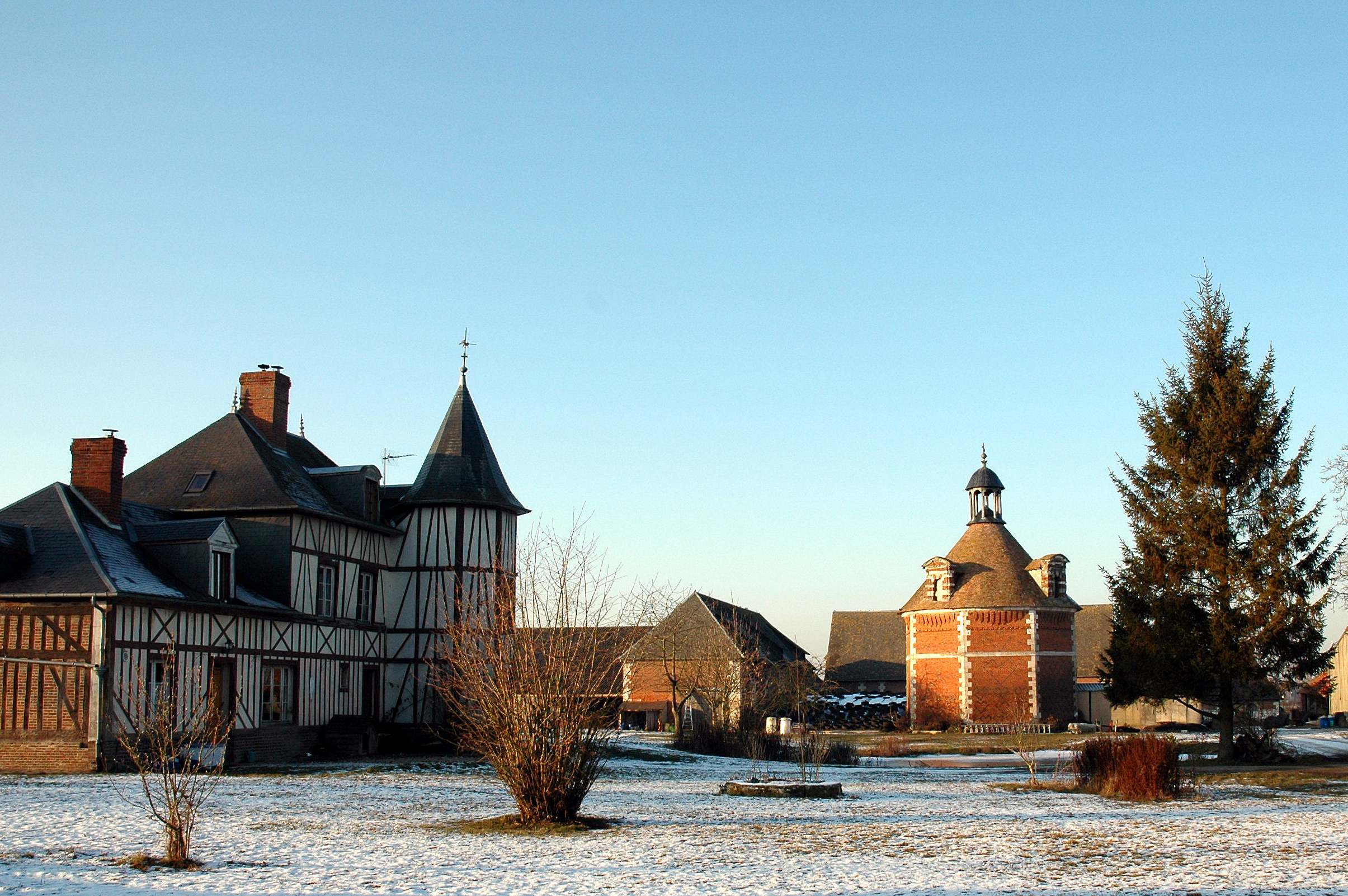
Ферма с голубятней